# Tréglamus
Tréglamus település Franciaországban, Côtes-d’Armor megyében. Lakosainak száma 1100 fő (2022. január 1.). Tréglamus Gurunhuel, Louargat, Moustéru, Pédernec és Plouisy községekkel határos.

## Népesség
A település népessége az elmúlt években az alábbi módon változott:
| Lakosok száma | 757  | 763  | 795  | 946  | 981  | 993  | 1034 | 1074 | 1094 | 1100 |
|               | 1968 | 1982 | 1990 | 2006 | 2013 | 2015 | 2017 | 2019 | 2020 | 2022 |